# Potthastia alternis
Potthastia alternis är en tvåvingeart som beskrevs av Sahin 1987. Potthastia alternis ingår i släktet Potthastia och familjen fjädermyggor.
Artens utbredningsområde är Turkiet. Inga underarter finns listade i Catalogue of Life.